# Богдан Барбоша
Богда́н Барбо́ша (?—1588) — волжский и яицкий казак, один из предводителей «воровских», то есть не подчиняющихся властям, казаков. Основатель Яицкого городка (современного Уральска). Прозвище «Барбоша» (с вариациями «Барбаша», «Барабоша») имеет значение «пустомеля, бестолковый, суетливый человек».

## Биография
Происхождение и ранняя биография неизвестны. Наряду с Иваном Кольцо один из признанных лидеров волжско-яицких казаков. Участник многих походов против ногайцев, взятия ногайской столицы Сарайчика в 1580 или 1581 году, а также нападений на Волге на иностранные и царские суда. Одним из самых нашумевших дел с участием Богдана Барбоши, вызвавших длительный обмен посланиями между Русским царством и Большой Ногайской ордой, оказалось ограбление на переправе в начале августа 1581 года русского и ногайского посольств, а также бывших с ними ногайских и среднеазиатских купцов.
Очевидец и невольный участник этого события руководитель русского посольства В. И. Лобанов-Пелепелицын оставил следующее описание случившегося: караван пришёл «…под Сосновый остров на Волгу, на перевоз, и на перевозех и на Волге казаки Иван Кольцов, да Богдан Барбоша, да Никита Пан, да Савва Болдыря с товарищи почали нагайских послов и тезиков перевозить по прежнему обычаю…». Богдан Барбоша и Иван Кольцо объявили русскому послу: «наперед перевезут татарскую рухлядь и татар половину». Считая, что их просят добром, русские и ногайские послы согласились. После того, как силы ногайского эскорта (до 300 человек) были разделены, на него с обеих сторон Волги из засад напали казаки. Бегущих ногаев преследовали на протяжении нескольких десятков вёрст, спаслось только 25 человек. На просьбы Пелепелицына пощадить ногайских послов и среднеазиатских купцов казаки отвечали: «Урусов посол жив», а до остальных им дела нет. Уже несколько дней спустя атаманы подстерегли на том же «перелазе» ногайский отряд в 600 всадников, возвращавшийся с богатой добычей из-под Темникова и Алатыря. Надеясь заслужить прощение за предыдущее нападение, казаки отправили пленных в Москву. Однако власти распорядились иначе. Пленных ногаев отпустили в Орду, а сопровождавших их казаков, в том числе известных атаманов Ивана Юрьева и Митю Бритоусова, повесили перед ногайскими послами. Остальных руководителей нападения на «перелазе» — Барбошу и Кольцо — велели сыскать и казнить, а имущество предаваемых казни участников их отрядов отдавать казакам, которые «прямят».

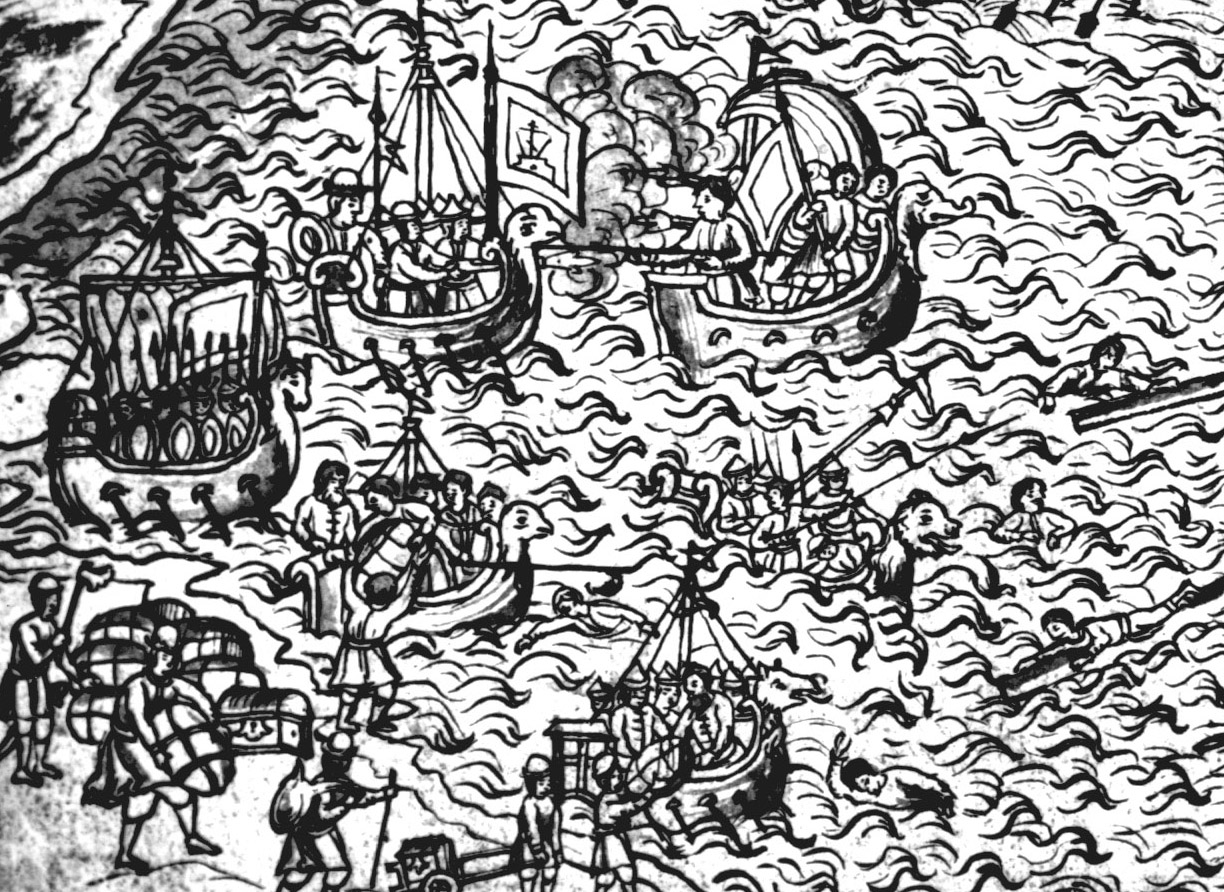
«Лодейное сражение на Волге». Миниатюра из Ремезовской летописи о событиях конца XVI века

На большом круге, состоявшемся на Яике в 1582 году, в отличие от Ивана Кольцо и других предводителей казаков Барбоша отказался идти с Ермаком на Каму, желая оставаться вольным казачьим атаманом, и решил переждать опалу в яицких зимовьях. После начала строительства царскими властями городов и крепостей казаки уже не могли действовать на Средней Волге так же свободно, как раньше. В поисках новой постоянной базы Богдан Барбоша и примкнувший к нему атаман Матвей Мещеряк обратили внимание на удобное место на Яике рядом с устьем Илека. Здесь на острове Кош-Яик около 700 человек в течение летних месяцев построили земляные и деревянные укрепления, дома и землянки, конюшни. Это не напоминало прежние временные зимовья. «Городок крепок», — сообщали сами казаки, — «взяти им города нельзя». Крепость ставилась в глубине вражеской территории, и в случае её сдачи врагу казаков ждала гибель. Первые нападения на Кош-Яицкий городок случились уже летом, а в начале осени к крепости подступил со многими мурзами сам Урус-бий. Ногаи привезли с собой много дерева и приступили «к городку с примётом, а хотели, приметав лес, да городок зажечь: тут же-де было нагай двести человек с рушницами…». Длительная осада притупила бдительность кочевников, и казаки во время внезапной вылазки смогли разгромить отряд с огнестрельным оружием, захватив все «рушницы». Воодушевлённые этой победой казаки бросились на основные силы ногаев и обратили их в бегство. Сильный дождь не позволил последним быстро уйти из-под крепости и, как описывают схватку дела Посольского приказа, казаки «пришли на них тиском и… побили».
В 1586 году Барбоша не поверил царской грамоте, присланной на Яик, приглашавшей казаков на войну с крымскими татарами. После казни в Самаре Матвея Мещеряка и ещё четверых казаков он в отместку за это возглавил казачьи нападения на купеческие, царские и посольские суда на Волге; казаки грабили и убивали всех, кто был на царской службе. По словам царских чиновников, казаков было около четырёх сотен и такого ожесточения с их стороны до сей поры не было. Для уничтожения «воровских» казаков была снаряжена специальная экспедиция, Барбошу и его людей схватили и привезли в Москву. В 1588 году Богдан Барбоша был казнён на одной из торговых площадей Москвы.

## Отражение в топонимике и литературе
С именем атамана связывают название местности в Самаре — Барбошиной поляны (ранее носила название Барбашина́ поляна и поляна имени Михаила Фрунзе), где по легенде находился стан казаков во время их похода против Ногайской Орды.
Богдан Барбоша — один из четырёх главных героев романа Д. В. Агалакова «Самарская казачья вольница» (2015, также издавался под названием «Боги войны»). Второстепенный персонаж романа Б. А. Алмазова «Атаман Ермак со товарищи» (1997).